# Ryan Evans (cestista)
Ryan Evans (Chicago, 19 giugno 1990) è un cestista statunitense.

## Palmarès
- Campionato danese: 5

Bakken Bears: 2018-19, 2019-20, 2020-21, 2021-22, 2022-23
- Coppa di Danimarca: 2

Bakken Bears: 2020, 2021
- European North Basketball League: 1

Bakken Bears: 2024